# SoftBank 913SH
SoftBank 913SH（ソフトバンク913SH）はシャープが開発しソフトバンクモバイルが販売するW-CDMA通信方式の携帯電話端末。
世界初のフルフェイスデザインを持つ端末として、2007年（平成19年）7月発売。通称は「FULLFACE」。

## 主な機能・サービス
- ミュージックプレイヤー
- Bluetooth
- 赤外線通信（IrDA）(高速赤外線対応)
- マイ絵文字
- フィーリングメール
- カスタムスクリーン
- バイリンガル
- QRコード読み取り・作成
- ドキュメントビューア（Microsoft Word（.doc）・Microsoft Excel（.xls）・Microsoft PowerPoint（.ppt）・PDFデータ（.pdf）のみ。）
- 顔認証機能
- 国際ローミング非対応

| 主な対応サービス   | 主な対応サービス | 主な対応サービス | 主な対応サービス |
| ------------------ | ---------------- | ---------------- | ---------------- |
| サークルトーク     | ホットステータス | Yahoo!mocoa      | S!ループ         |
| S!タウン           | ライブモニター   | S!CAST           | S!FeliCa         |
| S!ケータイ動画     | PCサイトブラウザ | 電子コミック     | S!アプリ         |
| 着うたフル／着うた | アレンジメール   | S!アドレスブック | 3Gお天気アイコン |
| レコメール         | TVコール         | 国際ローミング   | S!GPSナビ        |
| デルモジ表示       | ワンセグ         | 3G ハイスピード  | おなじみ操作     |

## 特徴
- デザインはスライド型でありながらキーが全て下部に格納されている、フルフェイス&フルスライダーデザイン。スライド幅は大きいものの、構造上キーの縦幅は狭い。
- 本体を閉じた状態にすると、液晶画面のみとなり、ボディカラーの区別がつかなくなる。そのためか、店頭で展示されている動かないモックでは、液晶画面にはボディカラーと同じ色の波が表示されている。
- 閉じたままの状態時に、液晶とキーの間にあるセンサーが利用可能。利用できる場合は青く光る。センターキーを利用できるのはワンセグ、PCサイトプラウザ、ミュージックプレーヤー、カメラなど。
- スペック的には911SHとほぼ同じである。違いは液晶サイズ、サブ液晶の有無、形状、センサーキーの有無、Bluetoothによる音楽の送信の可否(911SHは不可)程度である。
- PCサイトブラウザに対応し、横画面でパソコンの画面のようにWebを閲覧できる。高精細液晶により、表示できる領域も増え、下り3.6MbpsのHSDPA方式「3Gハイスピード」にも対応。よりPCライクな操作性をサポートする。
- 2007年10月22日に、特別モデルとして、シャア専用モデル（G TYPE-CHAR）が発表された。（2007年12月8日に発売）プリセットコンテンツやデザインも創通・サンライズ監修、バンダイ全面協力となっており、ガンプラと同じバンダイ・ホビー事業部制作のシャア専用ザク（頭部）型の充電台が付属する。

## 不具合
- 2008年7月29日 - 新着S!メールの受信操作をしないと、新着S!メールが表示されない場合がある不具合
- 2008年10月22日 - 2年以内に液晶画面が全く写らなくなってしまうブラックアウト現象が多数報告